# Maison de Vaulabelle
La maison de Vaulabelle est une maison située à Châtel-Censoir, en France.

## Localisation
La maison est située dans le département français de l'Yonne, sur la commune de Châtel-Censoir.

## Description
Monument historique datant de la 1re moitié XVIIIe siècle, construit en 1742. Elle fait partie des monuments classés : les éléments protégés sont les communs, le colombier, la terrasse, l'élévation, la toiture.

## Historique
L'édifice est inscrit au titre des monuments historiques en 1991.